# مفاغرة

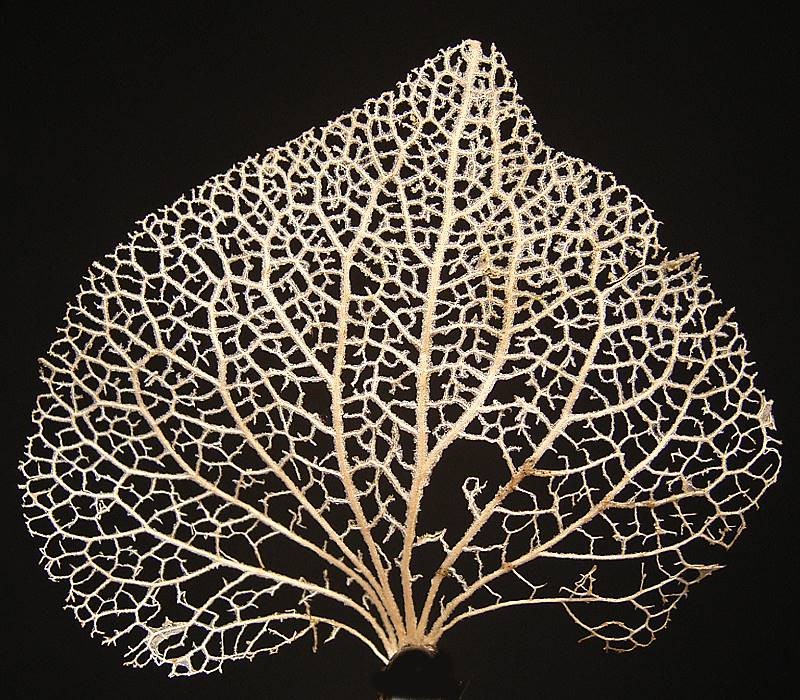
هيكل الأوردة في ورقة نبات الكوبية تظهر تفاغر الأوردة.

المفاغرة أو تناغم أو اندماج (بالإنجليزية: Anastomosis)‏ هي اتصال أو انفتاح بين شيئين (خاصةً التجاويف أو المسالك) عادةً ما يكونان متباعدين أو متفرعين، مثل الأوعية الدموية أو عروق أوراق النبات أو التيارات المائية. قد يكون هذا الاتصال طبيعيًا (مثل الثقبة البيضوية في قلب الجنين) أو غير طبيعي (مثل الثقبة البيضوية السالكة في قلب البالغ)؛ قد يكون مكتسبًا (مثل التوصيلة الشريانية الوريدية) أو خلقيًا (مثل التحويلة الشريانية الوريدية للشعيرة الشريانية)؛ وقد يكون طبيعيًا (مثل الأمثلة المذكورة أعلاه) أو صنعيًا (مثل المفاغرة الجراحية). تسمى عملية تصحيح المفاغرة التي أصبحت مسدودة بإعادة المفاغرة. غالبًا ما تسمى المفاغرة الشاذة، سواء كانت خلقيّة أو مكتسبة، بالناسور.
يستخدم المصطلح في الطب وعلم الأحياء وعلم الفطريات والجيولوجيا والجغرافيا والعمارة.

## الطب

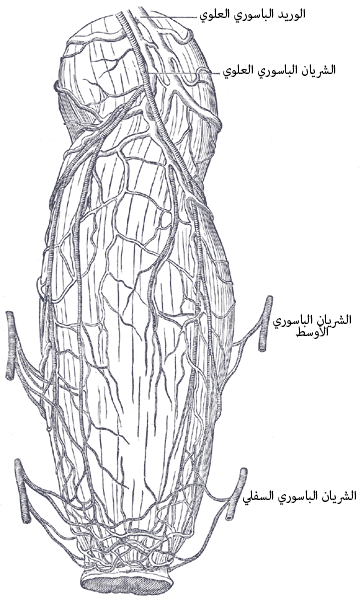
الأوعية الدموية في المستقيم وفتحة الشرج، ويظهر التوزيع والمفاغرة على السطح الخلفي بالقرب من نهاية القناة الهضمية. (بويريه وشاربي)

المفاغرة هي اتصال بين هيكلين متباعدين. تشير إلى الوصلات بين الأوعية الدموية أو بين الهياكل الأنبوبية الأخرى مثل عُرى الأمعاء.

### الدورانية
في المفاغرة الدورانية، تتفاغر العديد من الشرايين بشكل طبيعي مع بعضها البعض. على سبيل المثال، الشريان الشرسوفي السفلي والشريان الشرسوفي العلوي، أو الشريان المخي الموصل الأمامي/ الخلفي في دائرة ويليس في الدماغ. تنقسم المفاغرة الدورانية إلى مفاغرة شريانية ووريدية. تشمل المفاغرة الشريانية مفاغرة شريانية حقيقية (مثل القوس الراحية والقوس الأخمصية) ومفاغرة شريانية محتملة (مثل الشرايين التاجية والفرع القشري للشرايين الدماغية). تشكل المفاغرة أيضًا طرقًا بديلة حول الأسرّة الشعرية في المناطق التي لا تحتاج إلى كمية كبيرة من الدم، ما يساعد على تنظيم الدوران الجهازي.

### الجراحية
في المفاغرة الجراحية، يتم وصل جزء من الأمعاء أو الأوعية الدموية أو أي بنى أخرى معًا (تتفاغر). ومن الأمثلة على ذلك مفاغرة معوية أو مفاغرة بشكل واي (Y) أو مفاغرة حالبية-حالبية. تشمل تقنيات المفاغرة الجراحية المفاغرة بالستابلر الخطي، مفاغرة بالخياطة اليدوية، مفاغرة النهاية بالنهاية. يمكن إجراء المفاغرة يدويًا أو باستخدام جهاز مساعد للمفاغرة. أُجريت دراسات لمقارنة مختلف أساليب المفاغرة مع الأخذ في الاعتبار «الوقت والتكلفة، وحالات النزيف والتسرب والتضيق ما بعد المفاغرة».

### المرضية
تنتج المفاغرة المرضية عن الصدمة أو المرض وقد تشمل الأوردة والشرايين أو الأمعاء. وعادةً ما يشار إليها بالناسور. في حالات الأوردة أو الشرايين، تحدث نواسير الصدمة عادةً بين الشريان والوريد. تحدث نواسير الأمعاء بين عرى الأمعاء (ناسور معوي-معوي) أو بين الأمعاء والجلد (ناسور معوي جلدي). على النقيض من ذلك، المفاغرة البوابية الأجوفية هي مفاغرة بين الوريد في الدوران البابي والوريد في الدوران الجهازي، وتسمح للدم بتجنب المرور الكبدي لدى المرضى الذين يعانون من فرط ضغط الدم البابي، والذي غالبًا ما ينتج بواسير أو دوالي مريئية أو رأس الميدوزا.

## علم الأحياء

### التطور
في التطور، التفاغر هو إعادة تركيب السلالات التطورية. تظهر الروايات التقليدية للسلالات التطورية أن الأنواع تفرعت بشكل بسيط إلى أشكال جديدة. عبر المفاغرة، قد تتجمع الأنواع من جديد بعد تفرعها الأولي، كما هو الحال في الأبحاث الحديثة التي تظهر أن تجمعات أسلاف الإنسان والشمبانزي ربما تزاوجت بشكل هجين بعد حدوث تفرع أولي. ينطبق مفهوم المفاغرة أيضًا على نظرية النشوء التعايشي، والتي تظهر فيها أنواع جديدة ناتجة عن تكوين علاقات تعايشية جديدة.

### علم الفطريات
في علم الفطريات، المفاغرة هي الانصهار بين فروع الخيوط الفطرية المتماثلة أو المختلفة. من هنا يمكن أن تشكل الخيوط الفطرية المتشعبة شبكات متداخلة حقيقية. عن طريق مشاركة المواد التي تتمثل بأيونات وهرمونات ونوكليوتيدات منحلة، تحافظ الفطريات على اتصال ثنائي الاتجاه مع بعضها.

## وصلات خارجية
- Official web page [anastomosis] the connected city